# Loveland Park
Loveland Park és una concentració de població designada pel cens dels Estats Units a l'estat d'Ohio. Segons el cens del 2000 tenia 1.799 habitants.

## Demografia
Segons el cens del 2000, Loveland Park tenia 1.799 habitants, 658 habitatges, i 513 famílies. La densitat de població era de 472,5 habitants/km².
Dels 658 habitatges en un 36,9% hi vivien nens de menys de 18 anys, en un 67,2% hi vivien parelles casades, en un 7,8% dones solteres, i en un 22% no eren unitats familiars. En el 18,2% dels habitatges hi vivien persones soles el 7,3% de les quals corresponia a persones de 65 anys o més que vivien soles. El nombre mitjà de persones vivint en cada habitatge era de 2,73 i el nombre mitjà de persones que vivien en cada família era de 3,11.
Per edats la població es repartia de la següent manera: un 26,1% tenia menys de 18 anys, un 5,9% entre 18 i 24, un 32,9% entre 25 i 44, un 22,8% de 45 a 60 i un 12,3% 65 anys o més.
L'edat mediana era de 38 anys. Per cada 100 dones de 18 o més anys hi havia 98,8 homes.
La renda mediana per habitatge era de 45.227 $ i la renda mediana per família de 50.536 $. Els homes tenien una renda mediana de 39.148 $ mentre que les dones 30.306 $. La renda per capita de la població era de 24.546 $. Aproximadament l'1,3% de les famílies i l'1,8% de la població estaven per davall del llindar de pobresa.

## Poblacions més properes
El següent diagrama mostra les poblacions més properes.